# Tony Mårtensson
Tony Mårtensson (ur. 23 czerwca 1980 w Upplands Väsby) – szwedzki hokeista. Reprezentant Szwecji.

## Kariera
- Arlanda Wings (1996–2000)
- Brynäs IF (2000–2002)
- Cincinnati Mighty Ducks (2002–2004)
- Anaheim Ducks (2003–2004)
- Linköpings HC (2004–2010)
  -  Ak Bars Kazań (2008–2009)
- SKA Sankt Petersburg (2010-2015)
- HC Lugano (2015-2017)
- Linköpings HC (2017-2018)
- Almtuna IS (2018-2020)

Wychowanek klubu RA73. Wieloletni gracz Linköpings HC. Od kwietnia 2010 zawodnik rosyjskiego klubu SKA Sankt Petersburg, początkowo wypożyczony. Od kwietnia 2012 roku związany trzyletnim kontraktem. Od maja 2015 zawodnik HC Lugano, związany dwuletnim kontraktem. W kwietniu 2017 przeszedł do Linköpings HC. Od lipca 2018 zawodnik Almtuna IS. Po sezonie 2019/2020 zakończył karierę zawodniczą.
Uczestniczył w turniejach mistrzostw świata w 2006, 2007, 2008, 2009, 2010.

## Sukcesy

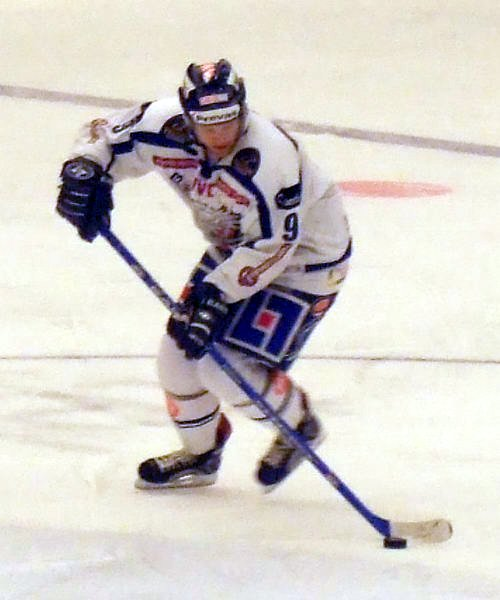
Tony Mårtensson w barwach Linköping (2007)

Reprezentacyjne
- Złoty medal mistrzostw Europy juniorów do lat 18: 1998
- Złoty medal mistrzostw świata: 2006
- Brązowy medal mistrzostw świata: 2009, 2010

Klubowe
- Srebrny medal mistrzostw Szwecji: 2007, 2008 z Linköping
- Złoty medal mistrzostw Rosji: 2009 Ak Barsem Kazań, 2015 ze SKA Sankt Petersburg
- Puchar Gagarina – mistrzostwo KHL: 2009 Ak Barsem Kazań, 2015 ze SKA Sankt Petersburg
- Puchar Spenglera: 2010 ze SKA Sankt Petersburg
- Puchar Kontynentu: 2013 ze SKA Sankt Petersburg
- Brązowy medal mistrzostw Rosji: 2013 ze SKA Sankt Petersburg

Indywidualne
- Mecz Gwiazd Eliteserien: 2006/2007, 2009/2010
- Mistrzostwa Świata w Hokeju na Lodzie 2007/Elita:
  - Piąte miejsce w klasyfikacji +/- turnieju: +8
- Elitserien 2007/2008:
  - Pierwsze miejsce w klasyfikacji asystentów w sezonie zasadniczym: 50 asyst
  - Skyttetrofén – pierwsze miejsce w klasyfikacji kanadyjskiej w sezonie zasadniczym: 67 punktów
  - Skład gwiazd
  - Guldhjälmen (Złoty Kask) dla Najbardziej Wartościowego Gracza
- Mistrzostwa Świata w Hokeju na Lodzie 2008/Elita:
  - Jeden z trzech najlepszych zawodników reprezentacji
- KHL (2008/2009):
  - Czwarte miejsce w klasyfikacji asystentów w sezonie zasadniczym: 35 asyst
  - Trzecie miejsce w klasyfikacji kanadyjskiej w fazie play-off: 16 asyst
  - Czwarte miejsce w klasyfikacji +/- w fazie play-off: +10
  - Mecz Gwiazd KHL
  - Nagroda Najlepsza Trójka dla tercetu najskuteczniejszych strzelców ligi (oraz Aleksiej Morozow i Danis Zaripow) - łącznie 55 goli
- Elitserien 2009/2010:
  - Skład gwiazd
- KHL (2011/2012):
  - Piąte miejsce w klasyfikacji strzelców w sezonie zasadniczym: 23 goli
  - Drugie miejsce w klasyfikacji asystentów w sezonie zasadniczym: 38 asyst
  - Pierwsze miejsce w klasyfikacji kanadyjskiej w sezonie zasadniczym: 61 punkty
  - Pierwsze miejsce w klasyfikacji +/- w sezonie zasadniczym: +35
  - Najbardziej Wartościowy Gracz (MVP) Sezonu – pierwsze miejsce w klasyfikacji +/- sezonu zasadniczego: +35
  - Nagroda Dżentelmen na Lodzie dla napastnika (honorująca graczy, którzy łączą sportową doskonałość z nieskazitelnym zachowaniem): 69 meczów, 24 gole, 41 asyst, +33 punkty i 12 minut kar
  - Mecz Gwiazd KHL
- KHL (2012/2013):
  - Najlepszy napastnik tygodnia w lutym 2013[7]
  - Piąte miejsce w klasyfikacji asystentów w fazie play-off: 10 asyst
  - Czwarte miejsce w klasyfikacji kanadyjskiej w fazie play-off: 16 punktów
- KHL (2014/2015):
  - Piąte miejsce w klasyfikacji +/- w fazie play-off: +10

Rekord
- 198 meczów bez przerwy w barwach SKA (pobił 45-letni rekord klubu): marzec 2013[8][9]